# Вэныльэтвеем
Вэныльэтвеем (Эльгынтагравын, Венилетвээм) — река на Дальнем Востоке России, протекает по Иультинскому району Чукотского автономного округа.
Берёт исток с северного склона горы Роковая, протекает в меридиональном направлении. Устье реки находится в 203 км по правому берегу реки Амгуэма. Длина — 29 км.
В низовье реку пересекает автомобильная дорога Иультин — Эгвекинот.

## Гидроним
Второе название реки Эльгынтагравын означает «спускающаяся с горы Эльгын», в свою очередь ороним Эльдгын произошёл от чук. Ылтэгын — «конец снега».

## Притоки
Притоки по порядку от устья к истоку (указан км впадения):
- 7 км: река без названия (лв.)[3]
- (?) км: Большой (пр.)[2]

## Данные водного реестра
Река относится к Анадыро-Колымскому бассейновому округу; бассейн — Бассейны рек Чукотского моря; подбассейн — Подбассейн отсутствует.
Водохозяйственный участок — Бассейны рек Чукотского моря.
Код объекта в государственном водном реестре — 19030000112119000088936.